# Sassonia-Coburgo
Sassonia-Coburgo è uno stato storico dell'attuale Baviera, Germania. Faceva parte del Ducato di Sassonia-Coburgo-Eisenach dopo la Divisione di Erfurt nel 1572. Nel 1596 Sassonia-Coburgo-Eisenach venne diviso e Giovanni Casimiro ottenne il Sassonia-Coburg e Giovanni Ernesto il Sassonia-Eisenach. Quando Casimiro morì nel 1633, suo fratello Ernesto di Sassonia-Eisenach governata in unione personale di Sassonia-Coburgo sino alla sua morte 1638. Sassonia-Coburgo venne spartito tra gli altri ducati ernestini.
Il ducato venne nuovamente ricreato nel 1681. Rimase sotto questo nome sino al 1699, quando Alberto di Sassonia-Coburgo morì senza figli. Suo fratello Giovanni Ernesto di Sassonia-Saalfeld divenne il nuovo Duca di Coburgo e il ducato prese il nome di Sassonia-Coburgo-Saalfeld nel 1735.

## Duchi di Sassonia-Coburgo (Prima Creazione, 1564-1638)
- 1564-1633 Giovanni Casimiro (1564-1633) con
  - 1566-1638 Giovanni Ernesto, Duca di Sassonia-Eisenach
- 1572-1586 Augusto di Sassonia in nome dei nipoti Giovanni Casimiro e Giovanni Ernesto, figli di Giovanni Federico II di Sassonia

## Duchi di Sassonia-Coburgo (Seconda Creazione, 1639-1680)
- 1639-1669 Federico Guglielmo II, Duca di Sassonia-Altenburg, reggente per i nipoti
- 1669-1672 Giovanni Giorgio II
- 1672-1674 Ernesto I, Duca di Sassonia Gotha (1601-1675)
- 1674-1680 Federico I, Duca di Sassonia-Gotha (1646-1691)

## Duchi di Sassonia-Coburgo (Terza Creazione, 1681-1699)
- 1681-1699 Alberto, figlio di Ernesto I di Sassonia-Gotha
- 1699-1729 Giovanni Ernesto, Duca di Sassonia-Saalfeld, figlio di Ernesto I di Sassonia-Gotha
- 1729-1735 Cristiano Ernesto, Duca di Sassonia-Saalfeld

| Controllo di autorità | GND (DE) 4051182-0 |